# Sandara Park
Sandara Park (hangul: 박산다라: ur. 12 listopada 1984 w Pusanie) – południowokoreańska piosenkarka i aktorka. Należała do girls bandu 2NE1.

## Życiorys
Sandara Park urodziła się 12 listopada 1984 roku w Pusan w Korei Południowej, ma młodszą siostrę i młodszego brata piosenkarza o pseudonimie Thunder.
Jej rodzina przeniosła się do Daegu w 1993 roku, jednak ojciec Park nie był w stanie związać końca z końcem, a rodzina przeniosła się na Filipiny.
Park jest jedną z najpopularniejszych południowokoreańskich gwiazd na Filipinach, gdzie znana jest jako Pambansang Krung-Krung. Uznaje się ją za wpływową postać w koreańskiej fali. Została również nazwana „BoA of the Philippines” w odniesieniu do południowokoreańskiej piosenkarki BoA, która również odniosła wielki sukces za granicą.
W 2004 roku wydała swój pierwszy minialbum, Sandara, który sprzedał się w nakładzie ponad 100 tys. płyt, dzięki czemu został pierwszym albumem południowokoreańskiego artysty, który uzyskał platynowy certyfikat od Philippine Association of the Record Industry. W latach 2004–2007 wystąpiła w kilku filipińskich filmach, w tym w Bellow of U, za który otrzymała nagrodę dla najlepszej nowej aktorki.
Park opuściła filipiński show-biznes i w 2007 roku wróciła z rodziną do Korei Południowej. Niedługo potem podpisała kontrakt z YG Entertainment.
W 2009 roku Park zadebiutowała jako członkini 2NE1 singlem „Fire”, który przyczynił się do wzrostu popularności grupy. W 2009 roku wydała także swój pierwszy koreański singel „Kiss”.
Wystąpiła również w kilku serialach internetowych, w tym w 2016 roku Dr. Ian, za który zdobyła nagrodę dla najlepszej aktorki na koreańskim festiwalu internetowym.
Po rozpadzie 2NE1 pod koniec 2016 roku, Park odnowiła kontrakt z YG Entertainment.
W grudniu 2017 roku, rok po rozwiązaniu 2NE1, Park wykonała wszystkie niepublikowane przeboje na solowym koncercie.
Opuściła YG Entertainment po wygaśnięciu kontraktu w 2021 roku.

## Filmografia

### Seriale
- Krystala (ABS-CBN 2004) jako Kim
- Maalaala mo kaya (ABS-CBN 2004-2005) odc.2 jako Sandara Park
- Can This Be Love (2005) jako Daisy
- Crazy For You (ABS-CBN 2006) jako Ara
- Voltes V (HERO TV, ABS-CBN 2006) jako Jamie Robinson (głos)
- Star Magic Presents (ABS-CBN 2006) odc.1 jako Barbie
- Dalawang tisoy (2007) jako Kim Chee
- Dolahon Il Ji-mae (MBC 2009) odc.24 jako Rie
- Przybyłeś z Gwiazd (odc. 21, SBS, 2014)
- Dr. Ian jako Lee So-dam (Naver TV Cast, Youku 2015)
- Producent (odc. 4, 12, KBS2 2015)
- Wooriheeojyeosseoyo jako Noh Woo-ri (odc. 10, Naver TV Cast, 2015)
- Missing Korea (Naver TV Cast, 2015)
- One More Happy Ending jako Goo Seul-a (odc. 5, MBC, 2016)

### Filmy
- Volta (2004)
- Bcuz Of U jako April (2004)
- Can This Be Love jako Mara (2005)
- Super Noypi jako Mitchi (2006)
- D’ Lucky Ones jako Lucky Girl (2006)
- Girlfriends (cameo, 2009)
- One Step jako Si-hyun (2017)
- Cheese in the Trap jako Jang Bo-ra (2018)
- 107th Night (krótkometrażowy, 2018)

## Dyskografia

### Minialbumy
- Sandara (2004)
- Walang Sabi (2005)
- Ang Ganda Ko (2006)

### Single
- Kiss (2009)
- Hello (G-Dragon feat. Dara) (2009)

## Soundtrack
- Today (2015)
- The Two Of Us (feat. Kang Seung-yoon) (2015)
- Wooriheeojyeosseoyo (feat. Kang Seung-yoon) (2015)
- Always For You (2016)
- One Step (2017)
- Song of Memory feat. Han Jae-suk (2017)